# NGC 1355
NGC 1355 è una galassia lenticolare vista di taglio e situata nella costellazione dell'Eridano, a una distanza di circa 182 milioni di anni luce dalla nostra Via Lattea.

## Scoperta
La galassia è stata scoperta il 27 dicembre 1861 dall'irlandese Samuel Hunter, assistente di William Parsons.

## Supernova
Il 24 agosto 2009, all'interno di NGC 1355 è stata scoperta la supernova 2009im dall'astronomo giapponese Koichi Itagaki. La supernova è stata classificata di tipo Ia.